# 长德街道
长德街道是中华人民共和国吉林省长春市宽城区下辖的一个街道办事处。

## 行政区划
长德街道下辖以下村级行政区划单位：
天吉村、粱家村、五家子村、兴顺村、四家子村、跃进村、江东店村、辰光村、新华村、唐仗子村和干务海村。